# Демидовичский сельсовет (Минская область)
Деми́довичский сельсове́т (бел. Дзямідавіцкі сельсавет) — административная единица на территории Дзержинского района Минской области Беларуси. Административный центр — агрогородок Дворище, ранее функции административного центра выполняла деревня Юцки (которая располагается рядом с деревней Демидовичи, отсюда и название сельсовета).

## Географическая характеристика
Площадь территории Демидовичского сельсовета составляет 111,1 км², сельсовет географически располагается в северной части Дзержинского района Минской области. На востоке проходит административная граница сельсовета с Путчинским сельсоветом, на юге — с Дзержинским, Фанипольским сельсоветами. На севере Демидовичский сельсовет граничит с Хатежинским и Щомыслицким сельсоветами соседнего Минского района. Расстояние от административного центра Демидовиччины до районного центра составляет 21 километр.
Бо́льшая часть территории сельсовета лежит в пределах Минской возвышенности — наиболее высокой частью на юго-западе Белорусской гряды. Средняя высота составляет 200—300 м, недалеко, на территории соседнего Путчинского сельсовета расположена максимальная высота 345 м (гора Дзержинская — высшая точка Белоруссии). По территории Демидовиччины протекает река Уса (Усса), являющаяся притоком Немана (а фактически — её верхним течением). Также по территории сельсовета протекает множество притоков Усы — Славка, Юнцевка, Черниковка, Вязенская. Практически вся территория представляет собою пахотные и сельскохозяйственные земли, густой лесной покров на территории сельсовета практически отсутствует.

## История
До образования в 1924 году сельсовета, его территория входила в состав Койдановской и частично Старосельской волостей Минского уезда Минской губернии. Волости принадлежали графам Чапским, а до них — Радзивиллам, существовали также имения Новосады, Плашево и другие, которые принадлежали отдельным помещикам. До второго раздела Речи Посполитой в 1793 году волости и имения входили в состав Минского повета Минского воеводства, затем находились в составе Российской империи.
С 9 марта 1918 года в составе провозглашённой Белорусской Народной Республики, однако фактически селения находились под контролем германской военной администрации. С 1 января 1919 года в составе Советской Социалистической Республики Белоруссия, а с 27 февраля того же года в составе Литовско-Белорусской ССР, во время советско-польской войны, с июля 1919 года по июль 1920 года, селения Демидовиччины были оккупированы польскими войсками и административно подчинялись Минскому округу Гражданского управления восточных земель. После 1920 года под управлением Койдановского местечкового Совета рабочих, солдатских и крестьянских депутатов. 
20 августа 1924 года создан Байдаковский сельсовет в составе Койдановского района Минской округа, который 29 октября того же года был переименован в Ледницкий. 21 августа 1925 года сельсовет получил название Байдацкий. 15 марта 1932 года район реорганизован в Койдановский национальный польский район. 23 марта 1932 года сельсовет был реорганизован в Сталинский польский национальный сельсовет, а 29 июня 1932 года район переименован в Дзержинский. Однако, уже 14 мая 1936 года Сталинскому сельсовету был возвращён прежний статус белорусского сельсовета. 31 июля 1937 года район упразднен, сельсовет присоединен к Заславскому району. 4 февраля 1939 года сельсовет передан восстановленному Дзержинскому району. 
Во время немецко-фашистской оккупации, территория сельсовета была подчинена крайсгебиту Минск-ланд гауптгебита Минск (с 1 сентября 1941 года) генерального округа Белорутения рейхскомиссариата Остланд. От захватчиков территория была освобождена 6—7 июля 1944 года.
16 июля 1954 года был образован Вертниковский сельсовет в составе Дзержинского района, куда вошли упразднённые Новосадский и Нарейковский сельсоветы. 8 апреля 1957 года Вертниковский сельсовет был упразднён, часть населённых пунктов перешла в состав Путчинского сельсовета, другая часть, вместе с населёнными пунктами упразднённого Сталинского сельсовета вошла в состав нового Демидовичского сельсовета с центром в деревне Юцки.

## Состав сельсовета
| №   | Название         | (бел. )          | Статус      | Население (2022) |
| --- | ---------------- | ---------------- | ----------- | ---------------- |
| 1.  | Батурово         | Батурава         | деревня     | ↘ 18             |
| 2.  | Большое Беляково | Вялікае Белякова | деревня     | ↗ 5              |
| 3.  | Буда             | Буда             | деревня     | ↗ 29             |
| 4.  | Вызволенье       | Вызваленне       | деревня     | ↗ 7              |
| 5.  | Гриньково        | Грынькова        | деревня     | ↗ 74             |
| 6.  | Дворище          | Дворышча         | агрогородок | ↗ 644            |
| 7.  | Демидовичи       | Дзямідавічы      | деревня     | → 33             |
| 8.  | Залесье          | Залессе          | деревня     | ↗ 62             |
| 9.  | Каверляны        | Кавярляны        | деревня     | ↗ 34             |
| 10. | Красулин         | Красулін         | хутор       | → 1              |
| 11. | Крыштафово       | Крыштафова       | деревня     | ↗ 56             |
| 12. | Малое Беляково   | Малае Белякова   | деревня     | ↗ 6              |
| 13. | Мартиновичи      | Марцінавічы      | деревня     | ↗ 8              |
| 14. | Мошница          | Машніца          | деревня     | ↘ 31             |
| 15. | Новосады         | Навасады         | деревня     | ↗ 31             |
| 16. | Пацки            | Пацкі            | деревня     | ↘ 10             |
| 17. | Перхурово        | Пярхурава        | деревня     | ↗ 28             |
| 18. | Пионино          | Піяніна          | деревня     | → 15             |
| 19. | Плашево          | Плашава          | деревня     | ↗ 135            |
| 20. | Поусье           | Павуссе          | деревня     | ↗ 57             |
| 21. | Фрунзе           | Фрунзе           | деревня     | ↘ 78             |
| 22. | Чики             | Чыкі             | деревня     | ↗ 118            |
| 23. | Чирвоная Смена   | Чырвоная Змена   | посёлок     | ↘ 13             |
| 24. | Шпильки          | Шпількі          | деревня     | ↗ 46             |
| 25. | Шумщина          | Шумшчына         | деревня     | → 6              |
| 26. | Юцки             | Юцкі             | деревня     | ↘ 298            |

 административный центр сельсовета

## Население
| Национальный состав населения (на 2009 год) | Национальный состав населения (на 2009 год) | Национальный состав населения (на 2009 год) | Национальный состав населения (на 2009 год) | Национальный состав населения (на 2009 год) |
| Национальность (чел.)                       |                                             |                                             | %                                           |                                             |
| ------------------------------------------- | ------------------------------------------- | ------------------------------------------- | ------------------------------------------- | ------------------------------------------- |
| белорусы — 1 556 чел.                       |                                             |                                             | 90.41 %                                     |                                             |
| русские — 102 чел.                          |                                             |                                             | 5.93 %                                      |                                             |
| поляки — 28 чел.                            |                                             |                                             | 1.63 %                                      |                                             |
| украинцы — 14 чел.                          |                                             |                                             | 0.81 %                                      |                                             |
| другие — 21 чел.                            |                                             |                                             | 1.22 %                                      |                                             |
| всего — 1 721 чел.                          |                                             |                                             | 100.0 %                                     |                                             |

Численность населения составляет 1 843 человек (на 1 января 2022 года). В сравнении с аналогичным периодом 2020 года, количество жителей увеличилось на 103 человека (+5,92 %). Население Демидовичского сельсовета при этом составляет лишь 2,5 % от численности населения всего Дзержинского района, по количеству жителей сельсовет занимает последнее место среди других сельсоветов и приравненных к ним городов районного подчинения.
| Численность населения (по годам) | Численность населения (по годам) | Численность населения (по годам) | Численность населения (по годам) | Численность населения (по годам) | Численность населения (по годам) |
| 1999                             | 2009                             | 2017                             | 2018                             | 2020                             | 2022                             |
| -------------------------------- | -------------------------------- | -------------------------------- | -------------------------------- | -------------------------------- | -------------------------------- |
| 2128                             | ↘1721                            | ↘1644                            | ↗1677                            | ↗1741                            | ↗1843                            |

## Экономика
На территории Демидовичского сельсовета располагаются следующие сельскохозяйственные предприятия и крестьянские (фермерские) хозяйства:
- МРУП «Агрокомбинат «Ждановичи»[3];
- РСДУП «Путчино»;
- КХ «7 Августа» (растениеводство)[4];
- КХ «АГРАН» (овощеводство);
- КФХ «Агроусадьба Русаки» (овощеводство);
- ФХ «Королевская бульбачка»;
- КХ «Крука А.Н.» (растениеводство);
- КФХ «ЛЕСДАР» (растениеводство);
- КХ «Юхновича П.М.» (свиноводство);